# Władysław Horodecki
Władysław Horodecki (nascido em Leszek Dezydery Horodecki; em russo:  Владислав Владиславович Городецкий; em ucraniano:  Владислав Владиславович Городецький; 4 de junho de 1863 - 3 de janeiro de 1930) foi um arquitecto polaco.

## Biografia

### Polónia
Quando a Polónia recuperou a sua independência após a guerra polaco-soviética em 1920 e a Rússia, incluindo Kiev, caiu sob o bolchevismo, ele emigrou para Varsóvia. Na Polónia, Horodecki chefiou um Bureau de Projetos Americano, "Henry Ulan & Co." Alguns dos seus projetos foram construídos, incluindo uma torre de água e locais de comércio em Piotrków Trybunalski (hoje na voivodia de Lodz), uma fábrica de carne em Lublin, uma casa de banhos em Zgierz e um prédio de casino em Otwock.

## Honras
Uma das ruas de Kiev, projetada por Horodecki, (entre a Praça da Independência e a Casa com Quimeras) foi nomeada em sua homenagem em 1996.

## Trabalhos

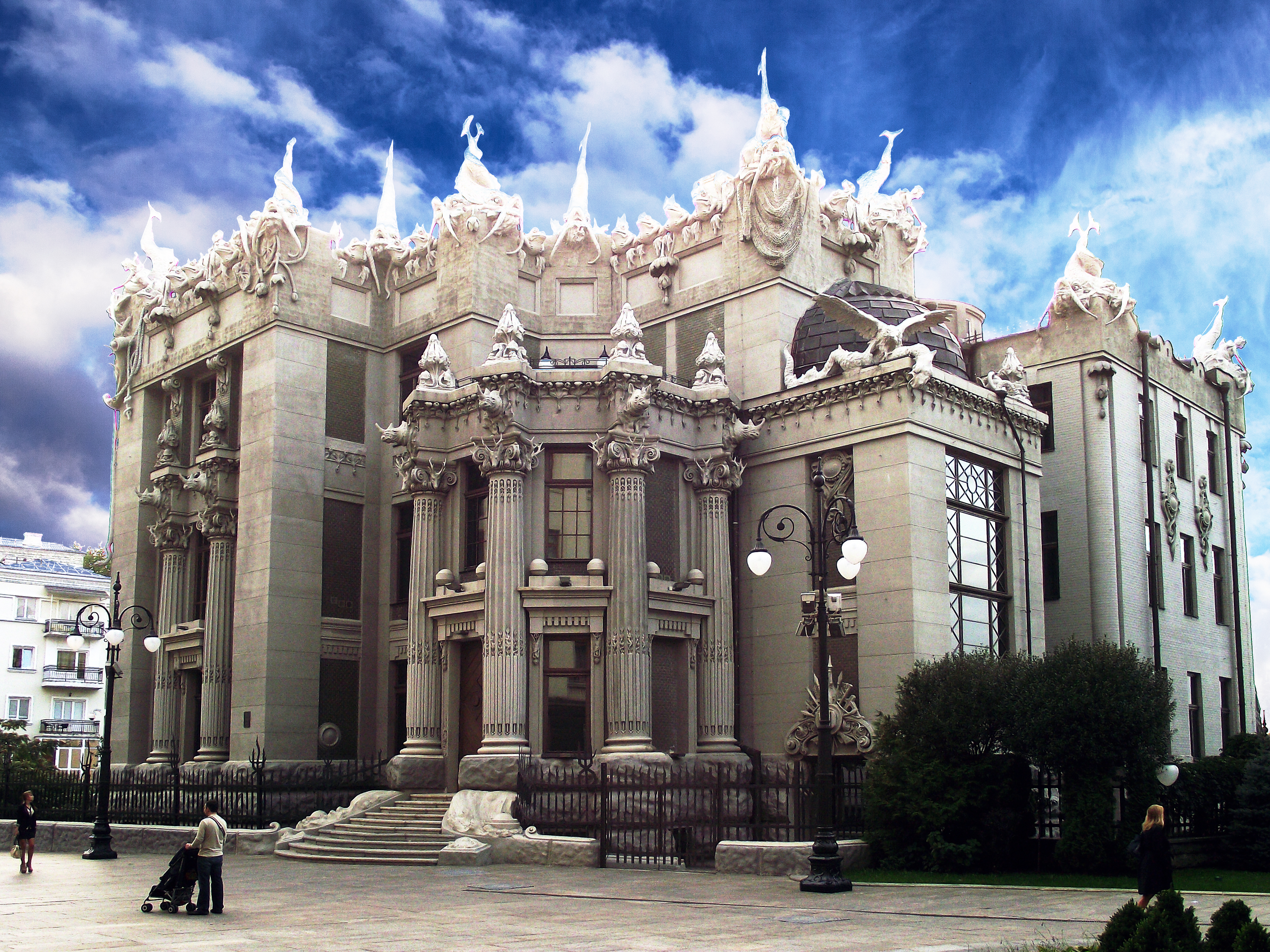
Casa com quimeras
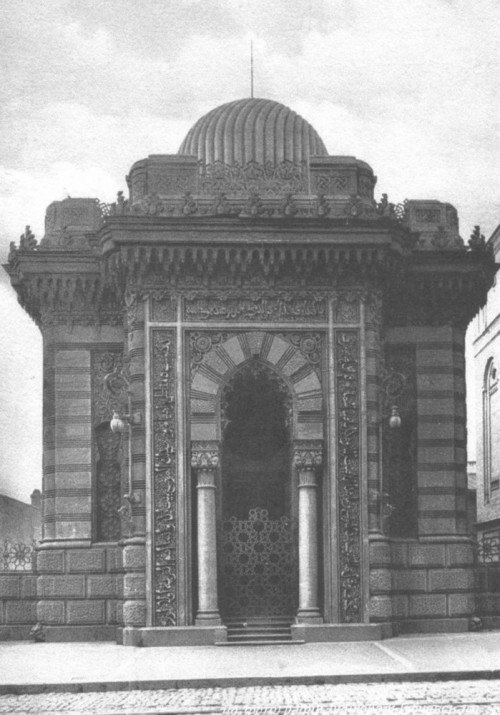
Karaite Kenesa, Kiev
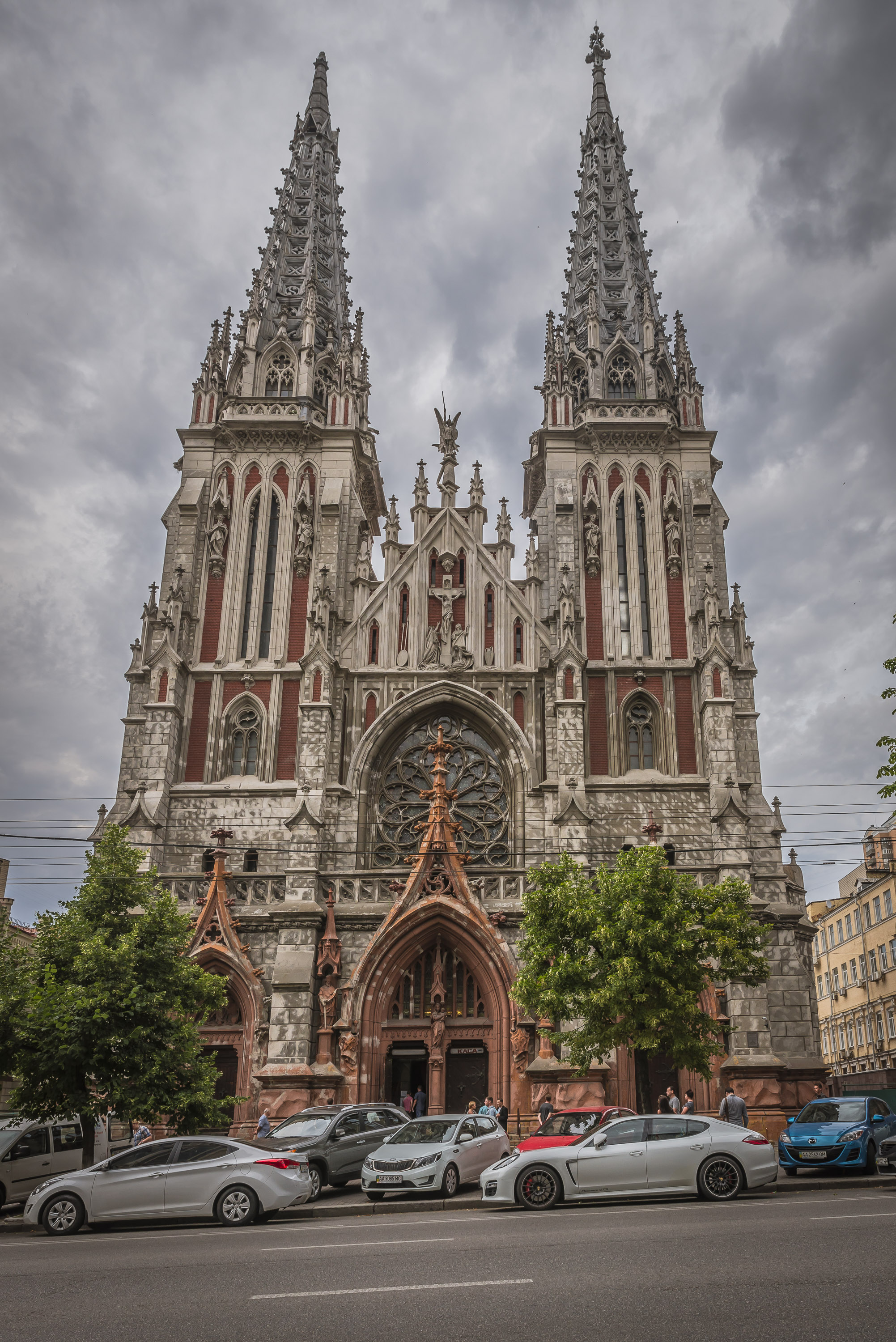
Catedral Católica Romana de São Nicolau, Kiev
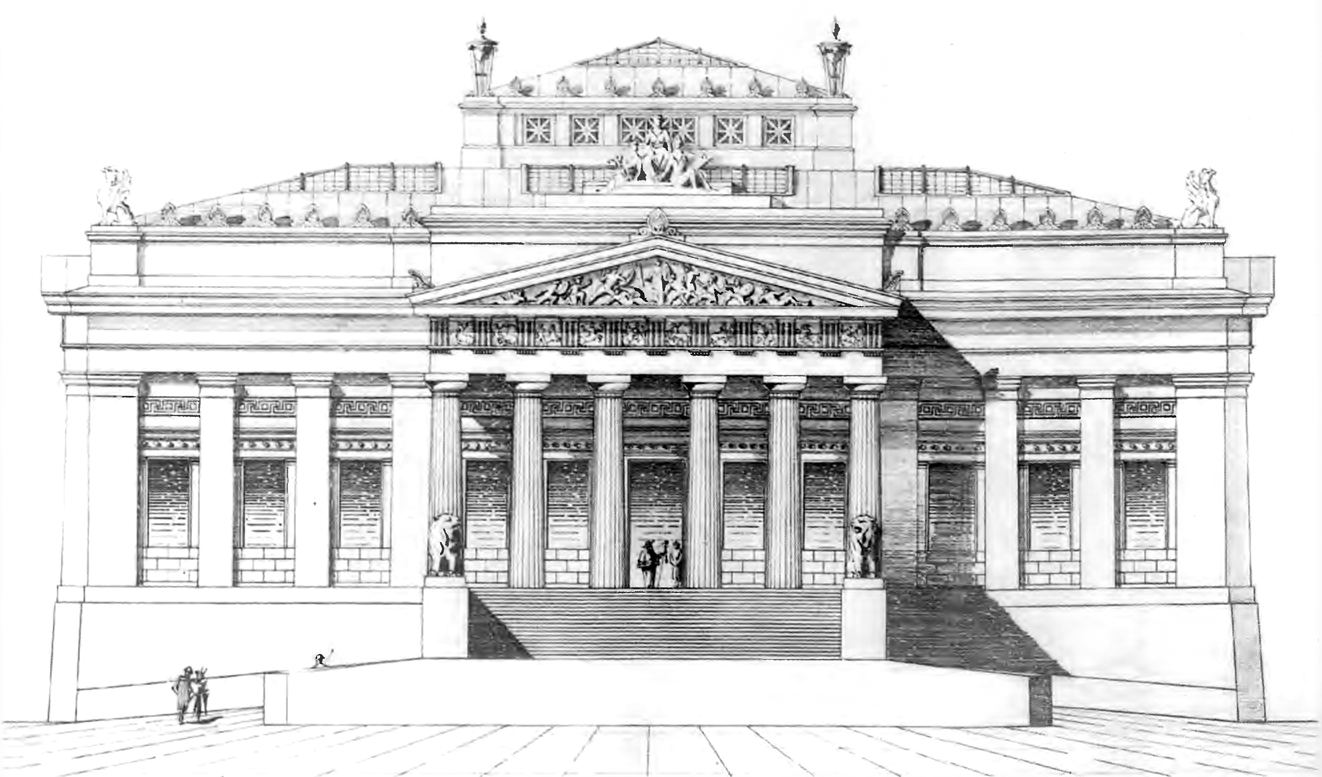
Museu Nacional de Arte da Ucrânia
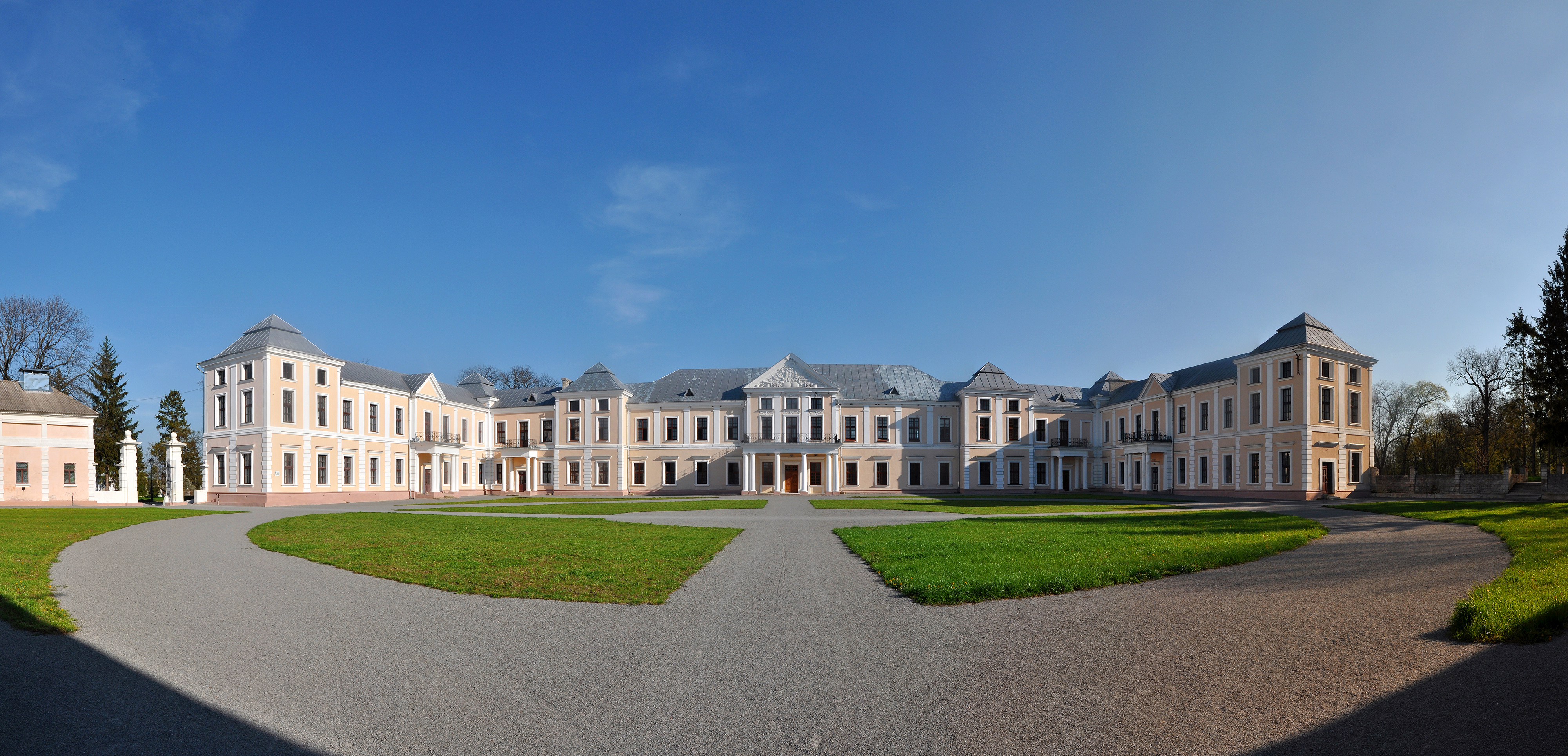
Palácio Vyshnivets (reconstruído por Horodecki)
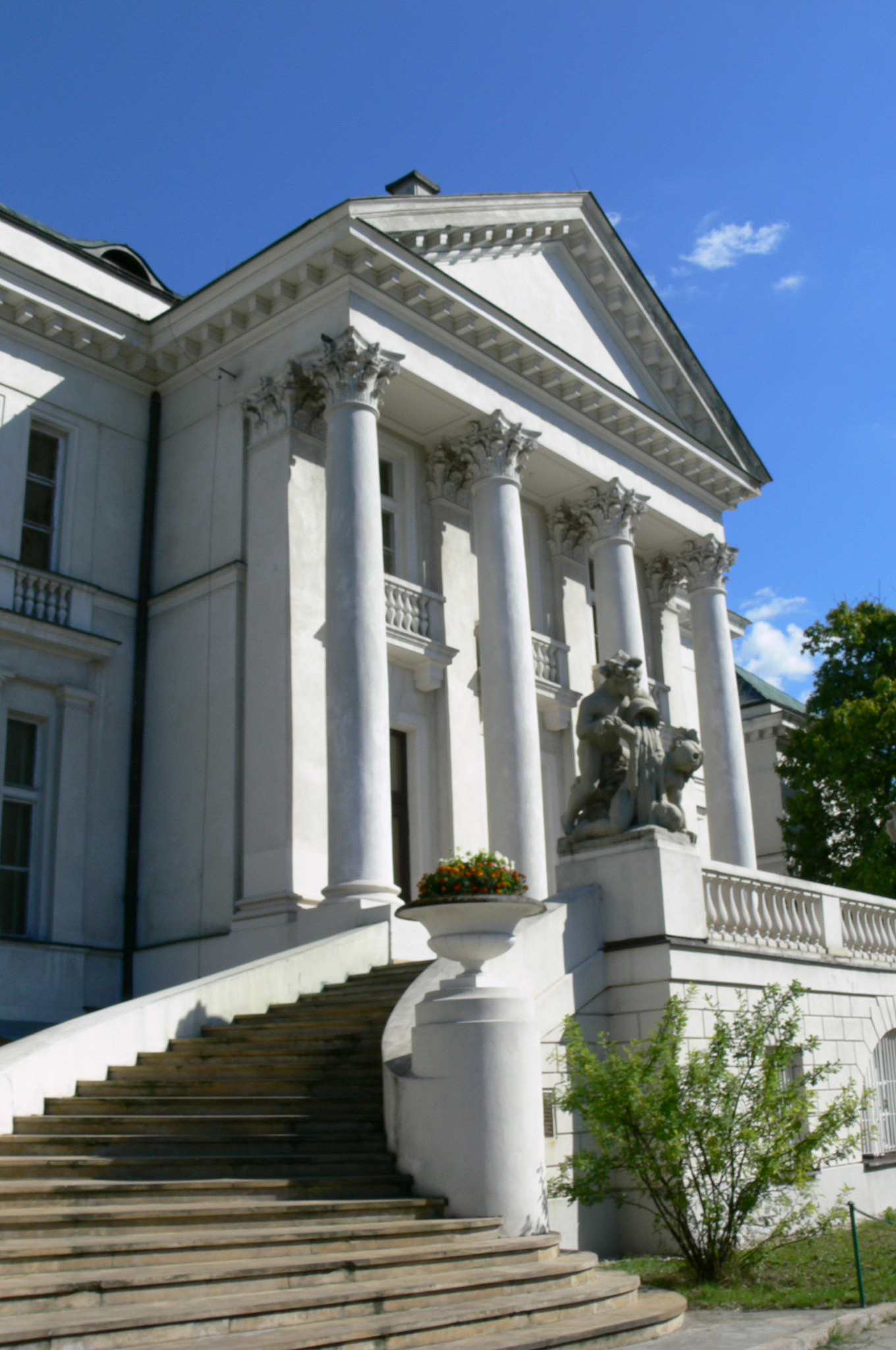
Casino
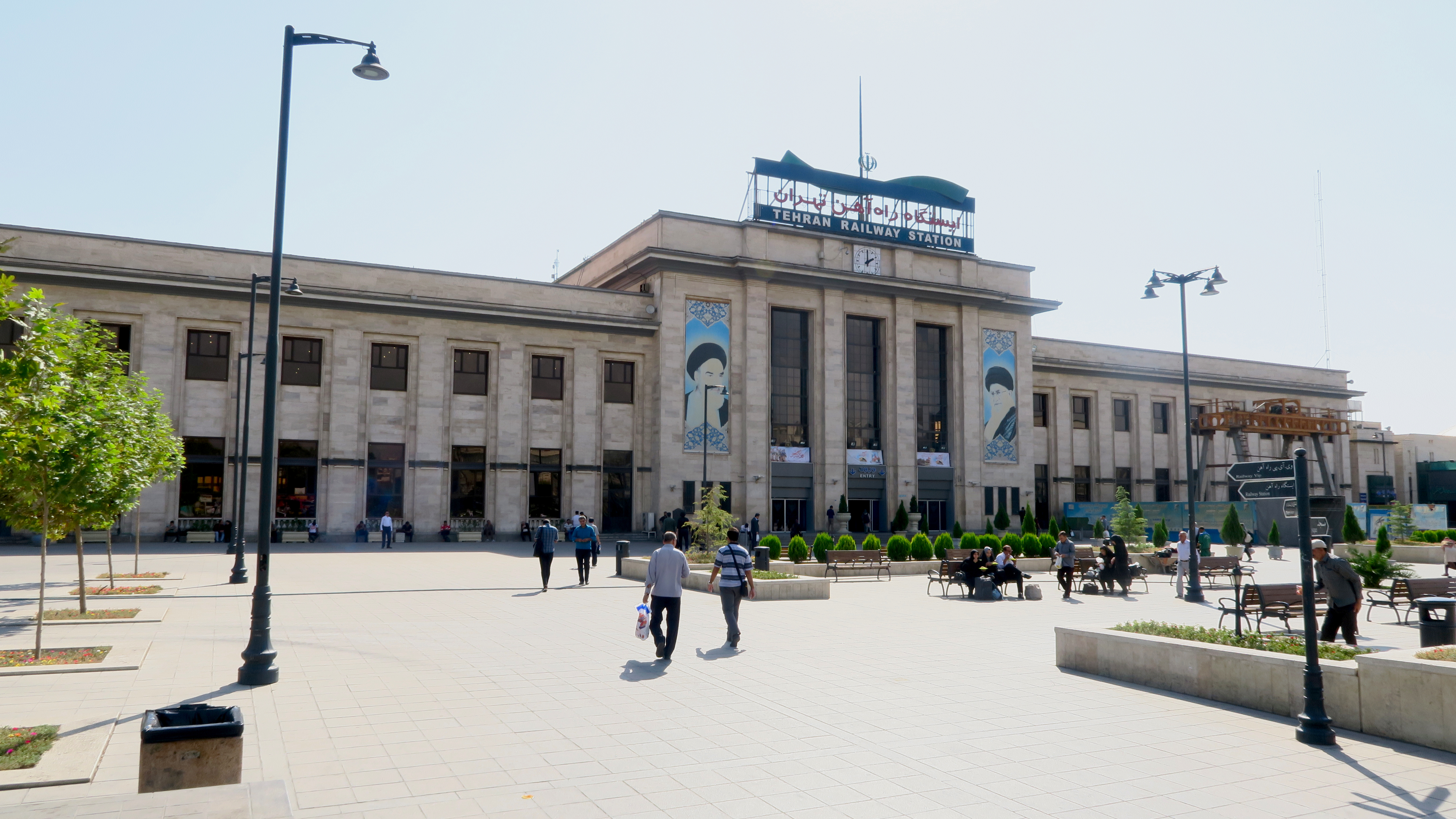
Estação Ferroviária de Teerão